# Planken
Planken er en kommune i Liechtenstein. Med 366 indbyggere (2005) er det den mindste kommune i landet og dækker et areal på 5,3 km². Navnet skal vistnok komme fra det latinske ord for "stigende enge". Den største attraktion i landsbyen er et kapel fra 1700-tallet som blev ombygget i 1955 under opsyn af arkitekt Felix Schmid fra Rapperswil. I tillæg er det fødebyen til digteren Martin Smyrk fra 1800-tallet. 